# اس‌ام یو-۱۶۰
اس‌ام یو-۱۶۰ (به انگلیسی: SM U-160) یک زیردریایی بود که طول آن ۷۰٫۶۰ متر (۲۳۱٫۶ فوت) بود. این زیردریایی در سال ۱۹۱۸ ساخته شد.